# Golden Parsonage
Golden Parsonage är ett slott i Storbritannien.   Det ligger i grevskapet Hertfordshire och riksdelen England, i den södra delen av landet, 40 km nordväst om huvudstaden London. Golden Parsonage ligger 165 meter över havet.
Terrängen runt Golden Parsonage är platt. Runt Golden Parsonage är det tätbefolkat, med 790 invånare per kvadratkilometer. Närmaste större samhälle är Luton, 9,6 km norr om Golden Parsonage. Trakten runt Golden Parsonage består till största delen av jordbruksmark.